# Mesoleptus contrarius
Mesoleptus contrarius là một loài tò vò trong họ Ichneumonidae.